# Protium glaziovii
Protium glaziovii är en tvåhjärtbladig växtart som beskrevs av Swart. Protium glaziovii ingår i släktet Protium och familjen Burseraceae. Inga underarter finns listade i Catalogue of Life.